# Carlos Rodríguez Rodríguez
Carlos Emiliano Rodríguez Rodríguez (Salto, 7 aprile 1990) è un calciatore uruguaiano, difensore del Dep. Iquique.

## Caratteristiche tecniche
È un difensore centrale.

## Carriera
Cresciuto nelle giovanili del Danubio, ha esordito il 23 agosto 2009 in occasione del match vinto 2-1 contro il Tacuarembó.